# Thoopterus suhaniahae
Thoopterus suhaniahae és una espècie de ratpenat de la família dels pteropòdids. És endèmic d'Indonèsia. Té una llargada total de 86,02–101,11 mm, els avantbraços de 73,03–78,47 mm, les tíbies de 29,85–33 mm i les orelles de 16,62–19,50 mm. Com que fou descoberta fa poc, l'estat de conservació d'aquesta espècie encara no ha estat avaluat formalment. Fou anomenat en honor de Suhaniah Yani, la difunta esposa d'un dels científics que descrigueren l'espècie.